# 갈라타사라이 SK 유니폼 역사
갈라타사라이 SK는 창단 당시 적색과 백색의 유니폼을 착용하였고, 1907-08 시즌에는 암황색과 암청색의 유니폼을 사용하였다. 영국 왕립해군의 HMS 바럼 선원들과 경기를 치른 1908년 12월 8일을 기점으로, 갈라타사라이는 귈 바바가 술탄 바예지드 2세에 헌화한 장미의 색으로부터 영감을 받은 적색과 황색으로 된 현재의 유니폼을 입기 시작하였다.
1908년을 기점으로 클럽의 홈 유니폼은 두 색상이 양분하는 형태를 띠고 있다. 유니폼의 전면과 후면, 소매는 두가지의 서로 다른 색상으로 되어 있다. 이는 1980년대에 스포츠용품 제작사인 아디다스가 갈라타사라이 유니폼을 공급하기 시작하면서 바뀌었다. 2012년, 갈라타사라이는 고전 유니폼으로 복고하였다. 유니폼의 공식 색상은 판톤 음각의 1235 (황색) 과 201 (적색)이다.

## 용품 스폰서와 유니폼 광고 스폰서
| 기간      | 유니폼 스폰서            | 유니폼 광고 스폰서         |
| --------- | ------------------------ | -------------------------- |
| 1977–1978 | 없음                     | 볼보 / PeReJa              |
| 1978–1979 | 삼름자 / 아디다스        | 없음                       |
| 1979–1980 | 움브로 / 아디다스        | 할르 플레크스              |
| 1980–1981 | 푸마 / 움브로 / 아디다스 | 텔레푼켄 / Alo / THY       |
| 1981–1982 | 골라 / 아디다스          | 보르사슈 / 메반            |
| 1982–1983 | 움브로                   | 메반                       |
| 1983–1984 | 없음                     | 텔레푼켄                   |
| 1984–1985 | 파티흐 / 아디다스        | 모델스 / 데니질리크 방카스 |
| 1985–1986 | 아디다스                 | 데니즈방크                 |
| 1986–1991 | 아디다스                 | 튀르크방크                 |
| 1991–1992 | 움브로                   | ADEC Saat / 쇼 TV          |
| 1992–1995 | 움브로                   | 쇼 TV / 에메크 시고르타    |
| 1995–1997 | 아디다스                 | 바크프방크                 |
| 1997–1998 | 아디다스                 | 방크 에크스프레스          |
| 1998–2000 | 아디다스                 | 마셜                       |
| 2000–2001 | 아디다스                 | 텔심                       |
| 2001–2002 | 로토                     | 아리아                     |
| 2002–2004 | 움브로                   | 아리아                     |
| 2004–2005 | 움브로                   | 아베아                     |
| 2005–2009 | 아디다스                 | 아베아                     |
| 2009–2011 | 아디다스                 | 튀르크 텔레콤              |
| 2011–     | 나이키                   | 튀르크 텔레콤              |